# 戴淇
戴琪（?—?），字仙珍，贵州黃平人，清朝政治人物，同進士出身。

## 生平
乾隆十年乙丑科進士，三甲一百九十七名，后官廣東長樂縣（今五华县）知縣。